# Estación de autobuses de Murcia
La Estación de autobuses de Murcia es una terminal de autobús situada en la Calle Sierra de la Pila de la ciudad española de Murcia (Región de Murcia). Se encuentra a 1,5 km del centro de la ciudad, y a 2 km de la estación de ferrocarril de Murcia del Carmen.

## Historia
Hasta el momento de su inauguración, Murcia disponía de varias agencias de transportes dispersas y alejadas entre sí, lo que constituía un motivo de molestia para usuarios locales y visitantes.
En marzo de 1933 tuvo entrada en el Ayuntamiento la oferta de una empresa madrileña de construir una Estación de Autobuses, que pasó a consideración de la Comisión de Policía Urbana sin mayores consecuencias.
Tras valorar multitud de espacios y terrenos, el Ayuntamiento aprobó en la sesión celebrada el 14 de junio de 1967 la compra de los terrenos precisos para la construcción de la Estación de Autobuses en el barrio de San Andrés. El coste fue de casi 16,5 millones de pesetas, con una superficie de 23.500 metros cuadrados. El terreno de la estación de autobuses se pagó en tres anualidades.
A primeros del año 1971, se sacaron las obras a subasta por casi 20 millones de pesetas. La estación ocuparía una superficie de 9.600 metros cuadrados, con entrada y salida de los autobuses por la calle de Bolos de 15 metros de anchura y una capacidad de 42 vehículos. La previsión era que contara con servicios de correos y telégrafos y oficina de Turismo. Los trabajos fueron dirigidos por el arquitecto Daniel Carbonell y el ingeniero José Bautista.
El avance de la obra, la adjudicación de la explotación, los accesos y otros contratiempos dilataron aún en el tiempo la puesta en servicio de la Estación de San Andrés hasta el mes de mayo del año 1975.
En los últimos años, se ha propuesto el cambio de ubicación de esta estación a otros terrenos de la zona norte de la ciudad.
En el año 2024, el Ayuntamiento anunció que reasumiría la gestión de la estación, hasta ahora en manos de una UTE mediante contrato de explotación.

## Líneas
En esta estación prestan servicio las siguientes líneas de autobúsː

### Interurbanas
| Línea     | Recorrido                                                                       | Recorrido                                                                       | Recorrido                                                                       | Operador |
| --------- | ------------------------------------------------------------------------------- | ------------------------------------------------------------------------------- | ------------------------------------------------------------------------------- | -------- |
| 31        | Ceutí                                                                           | Lorquí Alguazas                                                                 | Molina de Segura - Campus de Espinardo - Murcia                                 | Interbus |
| 32A       | Molina de Segura - Murcia                                                       | Molina de Segura - Murcia                                                       | Molina de Segura - Murcia                                                       | Interbus |
| 34        | Las Torres de Cotillas - Murcia                                                 | Las Torres de Cotillas - Murcia                                                 | Las Torres de Cotillas - Murcia                                                 | Interbus |
| 36        | Archena - La Algaida - Lorquí - Molina de Segura - Campus de Espinardo - Murcia | Archena - La Algaida - Lorquí - Molina de Segura - Campus de Espinardo - Murcia | Archena - La Algaida - Lorquí - Molina de Segura - Campus de Espinardo - Murcia | Interbus |
| MUR-025-1 | Caravaca de la Cruz - Murcia                                                    | Caravaca de la Cruz - Murcia                                                    | Caravaca de la Cruz - Murcia                                                    | Interbus |
| MUR-025-3 | Mula - Molina de Segura - Murcia                                                | Mula - Molina de Segura - Murcia                                                | Mula - Molina de Segura - Murcia                                                | Interbus |
| MUR-025-5 | Mula - Fuente Librilla - Barqueros - Murcia (a demanda)                         | Mula - Fuente Librilla - Barqueros - Murcia (a demanda)                         | Mula - Fuente Librilla - Barqueros - Murcia (a demanda)                         | Interbus |
| MUR-026-1 | Águilas - Lorca - Murcia                                                        | Águilas - Lorca - Murcia                                                        | Águilas - Lorca - Murcia                                                        | Interbus |
| MUR-026-2 | Bolnuevo - Puerto de Mazarrón - Mazarrón - Murcia                               | Bolnuevo - Puerto de Mazarrón - Mazarrón - Murcia                               | Bolnuevo - Puerto de Mazarrón - Mazarrón - Murcia                               | Interbus |
| MUR-043-1 | Lorca - Murcia                                                                  | Lorca - Murcia                                                                  | Lorca - Murcia                                                                  | Interbus |
| MUR-049   | Murcia - Abanilla                                                               | Murcia - Abanilla                                                               | Murcia - Abanilla                                                               | Interbus |
| MUR-055   | Murcia - Torre-Pacheco - Los Alcázares - Los Narejos                            | Murcia - Torre-Pacheco - Los Alcázares - Los Narejos                            | Murcia - Torre-Pacheco - Los Alcázares - Los Narejos                            | Interbus |
| MUR-068   | Murcia - Fortuna - Barinas                                                      | Murcia - Fortuna - Barinas                                                      | Murcia - Fortuna - Barinas                                                      | Interbus |
| MUR-083-1 | Cartagena - Murcia                                                              | Cartagena - Murcia                                                              | Cartagena - Murcia                                                              | Interbus |
| MUR-083-1 | Murcia - Aeropuerto Internacional de la Región de Murcia                        |                                                                                 |                                                                                 | Interbus |
| MUR-083-2 | Murcia - La Manga del Mar Menor                                                 | Murcia - La Manga del Mar Menor                                                 | Murcia - La Manga del Mar Menor                                                 | Interbus |
| MUR-084   | Murcia - Jumilla - Yecla                                                        | Murcia - Jumilla - Yecla                                                        | Murcia - Jumilla - Yecla                                                        | Interbus |
| MUR-085-1 | Murcia - Abarán - Cieza                                                         | Murcia - Abarán - Cieza                                                         | Murcia - Abarán - Cieza                                                         | Interbus |
| MUR-085-2 | Moratalla - Calasparra - Cieza - Murcia                                         | Moratalla - Calasparra - Cieza - Murcia                                         | Moratalla - Calasparra - Cieza - Murcia                                         | Interbus |
| MUR-092-1 | Murcia - Valle de Ricote                                                        | Murcia - Valle de Ricote                                                        | Murcia - Valle de Ricote                                                        | Interbus |
| MUR-092-2 | Murcia - San Javier - Campoamor                                                 | Murcia - San Javier - Campoamor                                                 | Murcia - San Javier - Campoamor                                                 | Interbus |
| MUR-092-3 | Murcia - Fuente Álamo                                                           | Murcia - Fuente Álamo                                                           | Murcia - Fuente Álamo                                                           | Interbus |

### Nacionales
| Línea   | Recorrido                                            | Operador          |
| ------- | ---------------------------------------------------- | ----------------- |
| VAC-025 | Murcia - Sevilla por Granada con hijuelas            | ALSA              |
| VAC-031 | Murcia - Valencia                                    | ALSA              |
| VAC-055 | Madrid - Alicante con hijuelas                       | ALSA              |
| VAC-132 | Alicante - Murcia con hijuelas                       | ALSA              |
| VAC-133 | Zaragoza - Murcia con hijuelas                       | Jiménez Movilidad |
| VAC-150 | Sevilla y Málaga a Montgat y Manresa con hijuelas    | ALSA              |
| VAC-213 | Santander - Bilbao - La Manga del Mar Menor (Murcia) | Bilman Bus        |
| VAC-229 | Murcia - Almería                                     | ALSA              |
| VAC-239 | Jaén - Benidorm (Alicante)                           | Interbus          |
| VAC-250 | Alicante - Cartagena - Murcia                        | Bus BAM           |